# Secrets (Pink)
Secrets è un singolo della cantautrice statunitense Pink, pubblicato il 2 agosto 2018 come quarto estratto dal settimo album in studio Beautiful Trauma.

## Video musicale
Il videoclip è stato pubblicato il 24 luglio 2018 sul canale Vevo-YouTube della cantante.

## Classifiche
| Classifica (2018) | Posizione massima |
| ----------------- | ----------------- |
| Belgio (Fiandre)  | 79                |
| Belgio (Vallonia  | 68                |